# Cosmophasis thalassina
Cosmophasis thalassina là một loài nhện trong họ Salticidae.
Loài này thuộc chi Cosmophasis. Cosmophasis thalassina được Carl Ludwig Koch miêu tả năm 1846.